# Saint-André-de-l'Eure
Saint-André-de-l'Eure là một xã của tỉnh Eure, thuộc vùng Normandie, miền bắc nước Pháp.